# Mały ZHR
Uzasadnienie: Wikipedia:Poczekalnia/artykuły/2024:09:13:Duży ZHR
Mały ZHR (formalnie Związek Harcerstwa Rzeczypospolitej) – jawna, choć formalnie nielegalna, organizacja harcerska, założona w Gdyni 11 listopada 1988 r.
Organizacja ta, po zjednoczeniu podobnych nieformalnych grup harcerskich z całej Polski w 1989 r, które to zjednoczenie zostało również nazwane Związkiem Harcerstwa Rzeczypospolitej, jest dla odróżnienia nazywane "małym ZHR".
Po pielgrzymce papieskiej w 1987 r. coraz więcej środowisk niezależnych decydowało się na jawne podejmowanie działalności opozycyjnej. Ten nurt myślenia, szczególnie po doświadczeniach Białej Służby 87, pojawił się również w gronie trójmiejskich instruktorów harcerskich związanych z Ruchem Harcerskim Rzeczypospolitej. Uznając, iż ujawnienie nielegalnej działalności harcerskiej nie pociągnie za sobą represji wobec harcerzy i ich rodzin, zdecydowali się na stworzenie niezależnej organizacji harcerskiej – jawnej, choć nielegalnej w świetle ówczesnego prawa o stowarzyszeniach, które dawało ZHP monopol na posługiwanie się symboliką harcerską.
11 listopada 1988 r. powołany został w Gdyni Związek Harcerstwa Rzeczypospolitej (ZHR). W jego skład weszły drużyny z Gdyni, Sopotu, Szczecina i Kotliny Kłodzkiej oraz liczne grono trójmiejskich instruktorów związanych wcześniej z Ruchem Harcerskim (RH). Komendantem organizacji wybrany został harcmistrz Michał Guć, jego zastępcą – hm. Piotr Wysocki, obaj z Gdyni. Pomysłodawcą nazwy był hm. Maciej Lisicki z Gdańska.
Organizacja prowadziła działalność wychowawczą, propagowała ideę niezależnego harcerstwa, wydawała przy wsparciu podziemnej „Solidarności”, niezależną gazetkę "Wtyczka", kierowaną do uczniów szkół średnich, współpracowała z innymi niezależnymi organizacjami młodzieżowymi.
12 lutego 1989 r. w Warszawie spotkali się przedstawiciele niezależnych struktur i organizacji harcerskich z całej Polski, którzy postanowili zjednoczyć się, powołując do życia ogólnopolską organizację harcerską, w skład której weszłyby wszystkie wcześniejsze inicjatywy. Uznano, iż najlepszą nazwą dla nowej organizacji będzie właśnie Związek Harcerstwa Rzeczypospolitej ("średni ZHR"). Jego powstanie oznaczało zakończenie odrębnego funkcjonowania współtworzących go organizacji, w tym powołanego w 1988 roku w Gdyni ZHR-u, który dla odróżnienia nazywany jest "małym ZHR".